# Нормухамедов, Тураб
Тураб Нормухамедов — советский хозяйственный, государственный и политический деятель, Герой Социалистического Труда.

## Биография
Родился в 1911 году в кишлаке Тузел Ташкентского уезда. Член КПСС с 1946 года.
С 1929 года — на хозяйственной, общественной и политической работе. В 1929—1971 гг. — товаровед в Бухарской области, бригадир, агроном колхоза имени Ленина Орджоникидзевского района Ташкентской области, председатель колхоза имени Ленина Карасуйского района Ташкентской области Узбекской ССР.
Указом Президиума Верховного Совета СССР от 11 января 1957 года присвоено звание Героя Социалистического Труда с вручением ордена Ленина и золотой медали «Серп и Молот».
Избирался депутатом Верховного Совета Узбекской ССР 5-7-го созывов.
Делегат XXIII съезда КПСС. 
Умер в Карасуйском районе в 1971 году.